# Lejkówka wąskoblaszkowa

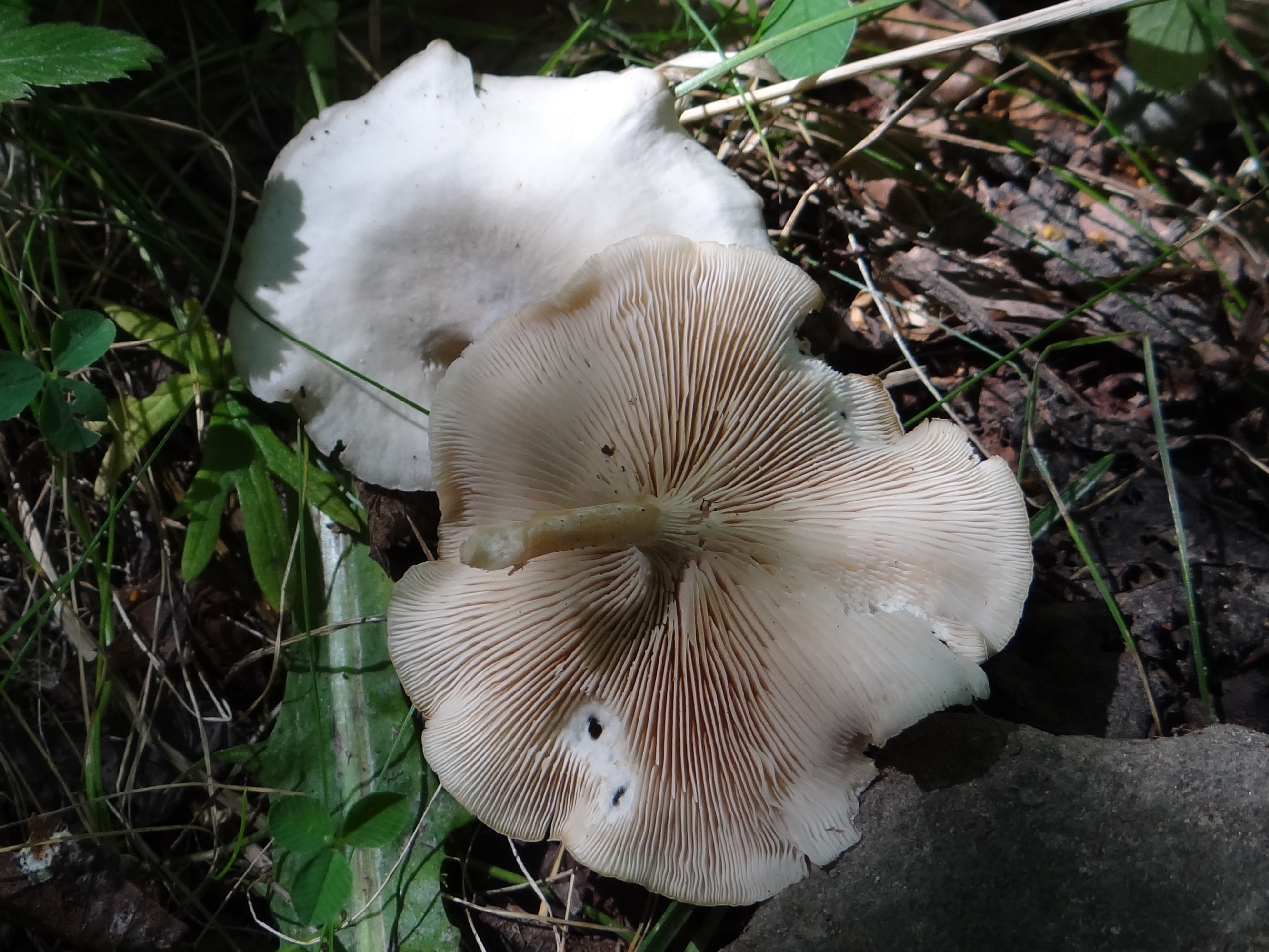

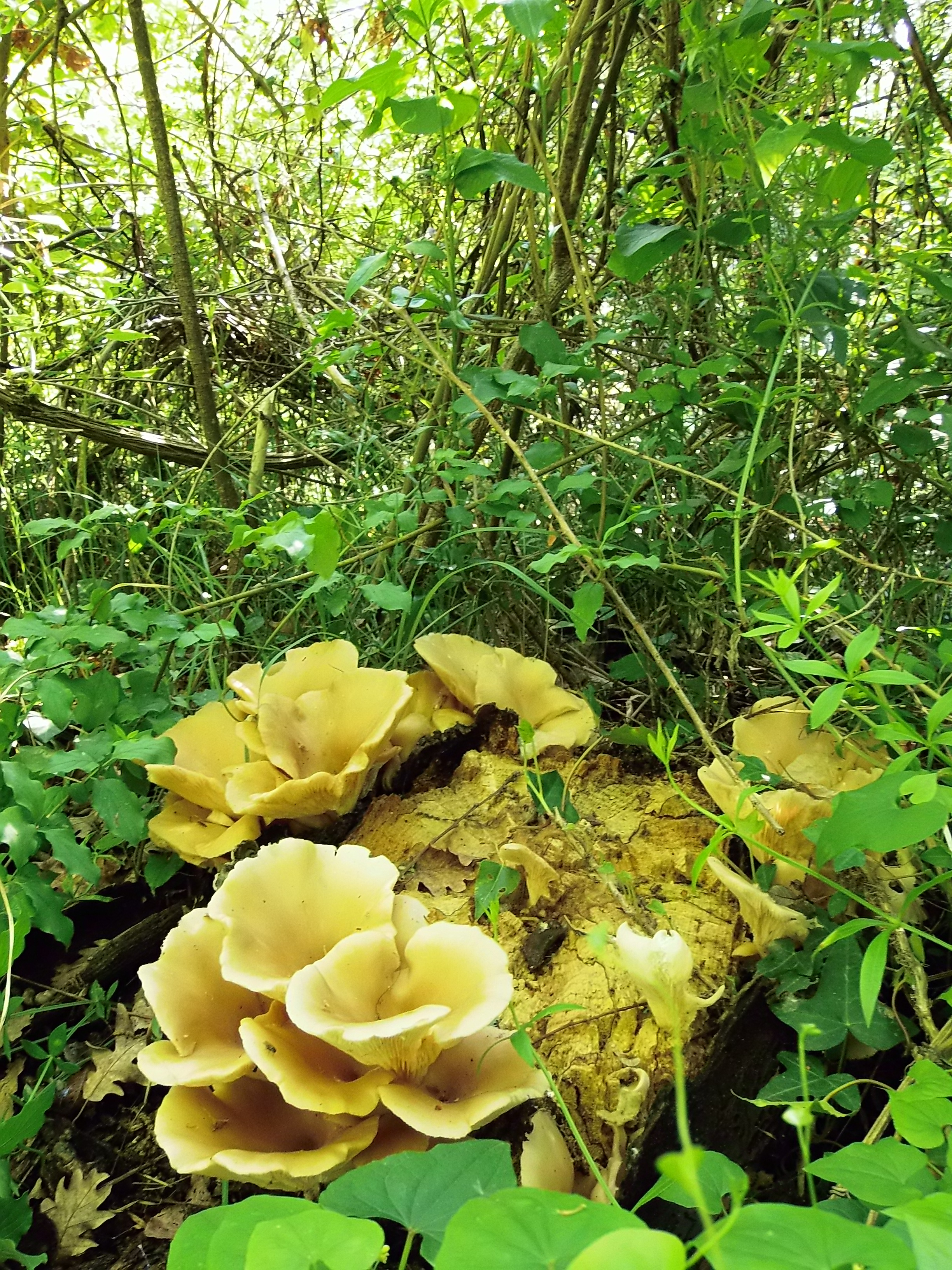

Lejkówka wąskoblaszkowa (Clitocybe agrestis Harmaja) – gatunek grzybów z rzędu pieczarkowców (Agaricales).

## Systematyka i nazewnictwo
Pozycja w klasyfikacji według Index Fungorum: Clitocybe, Incertae sedis, Agaricales, Agaricomycetidae, Agaricomycetes, Agaricomycotina, Basidiomycota, Fungi.
Po raz pierwszy takson ten opisał w 1969 r. Harri Harmaja. Synonimy
- Clitocybe graminicola Bon 1979
- Lepista agrestis (Harmaja) Harmaja 1976[2].

Nazwę polską podał Władysław Wojewoda w 1999 r.

## Morfologia
Kapelusz
Średnica 2–4(6) cm, początkowo półkulisty, potem kolejno rozpłaszczony, z wklęśniętym środkiem, lejkowaty. Powierzchnia biaława, kremowożółta, szarobrązowa, ochrowa, beżowa do cielisto brązowej, tłustawa w dotyku, nieco lepka po wyschnięciu. Jest higrofaniczny. Brzeg długi, falisty, opadający, z frędzlami, żłobkowany od prześwitujących blaszek. Środek kapelusza jest tylko trochę ciemniejszy
Blaszki
Wąskie, białawe, żółtawobiałe, przyrośnięte, nie zbiegające, z kilkoma rzędami międzyblaszek.
Trzon
Wysokość 1,7–3(3,5) cm, grubość 2–3 mm, walcowaty. Powierzchnia biaława, kremowożółta, beżowa do cielistej, przeważnie jaśniejsza w górnej części, włóknista, oprószona.
Miąższ
Biały, cienki. Zapach przyjemny, grzybowy, tylko lekko anyżkowy, bardziej słodki do owocowego. Smak łagodny, lekko słodki.
Wysyp zarodników
Biały.
Cechy mikroskopowe
Zarodniki 4,3-6,5 × 2,7-4,5 µm, szeroko elipsoidalne lub elipsoidalne, przeważnie z dwoma, czasami także z kilkoma gutulami. Podstawki z czterema zarodnikami.

## Występowanie i siedlisko
Występuje tylko w Europie. W Polsce W. Wojewoda w 2003 r. przytoczył kilka stanowisk. Aktualne stanowiska przytacza także internetowy atlas grzybów. Znajduje się na Czerwonej liście roślin i grzybów Polski. Ma status R– gatunek rzadki, który zapewne w najbliższej przyszłości przesunie się do kategorii zagrożonych wymarciem, jeśli nadal będą działać czynniki zagrożenia.
Naziemny grzyb saprotroficzny. Występuje na polach, pastwiskach, przydrożach, w mieszanych lasach i zaroślach, ogrodach botanicznych i na hałdach kopalnianych. Owocniki tworzy przeważnie od lipca do września.
Grzyb trujący. Zawiera muskarynę (tę samą substancję trująca, która występuje w muchomorach).